# Гимн Карачаево-Черкесии
Гимн Карачаево-Черкесии (карач.-балк. Къарачай-Черкес Республиканы Гимни, кабард.-черк. Къэрэщей-Шэрджэс Республикэм и Къэрал Орэдыр, ног. Ишки йыр Карашай-Шеркеш) — государственный гимн Карачаево-Черкесской Республики, исполняющийся на русском языке.
В качестве музыки взята одна из мелодий кантаты «Карачаево-Черкесия моя» (1967) народого артиста КБР композитора Аслана Даурова (1940—1999). Музыка гимна сочетает национальные мелодические особенности карачаево-черкесского фольклора и структуру классической европейской музыкальной композиции.
Автор слов — народный поэт КЧР Юсуф Созаруков (1952—2008). Текст декларирует многонациональную дружбу и красоту природы республики.
Установлен законом КЧР от 9 апреля 1998 года № 410-XXII «О Государственном Гимне Карачаево-Черкесской Республики». Текст гимна не менялся с момента установления. Новая официальная запись музыки была сделана в 2015 году звукорежиссёром Рафиком Рагимовым и симфоническим и духовым оркестрами Министерства обороны России

## Текст
Древней Родиной горжусь я!

Вечен свет снегов Эльбруса

И свята Кубани чистая струя!

Эти степи, эти горы

Мне — и корни и опора,

Карачаево-Черкесия моя!

Благодарен я Отчизне

За все годы своей жизни

Среди братских языков, родимых лиц,

Ты дана самой Природой,

Колыбель моих народов,

Городов моих, аулов и станиц!

Ты — жемчужина России!

Пусть под мирным небом синим

Будет доброю всегда судьба твоя!

И живи в веках, родная,

Зла и горечи не зная,

Карачаево-Черкесия моя!